# Team Bravo España
Team Bravo España – założony przez Jeana-Pierre'a Mosnier'a zespół Formuły 1, który miał zadebiutować w niej w sezonie 1993.
Za samochód miał służyć zaprojektowany przez Nicka Wirtha model, ulepszona wersja Mody S921, oznaczony jako Bravo S931, a napędzany silnikami Judd. Kierowcami zespołu mieli być Nicola Larini i Jordi Gené, chociaż w przyszłości mogli nimi zostać także Pedro de la Rosa oraz Ivan Arias. Dyrektorem miał zostać Adrián Campos.
Zespół został jednakże rozwiązany przed rozpoczęciem sezonu ze względu na śmierć Mosnier'a.